# زامبيريني فيلد
زامبيريني فيلد أو حقل زامبيريني (بالإنجليزية: Zamperini Field)‏ (IATA: TOA, ICAO: KTOA, FAA LID: TOA) هو مطار دولي للطائرات النفاثة الخاصة يقع في الولايات المتحدة. يقع على بعد ثلاثة أميال (5 كم) جنوب غرب وسط مدينة توررانسي، في مقاطعة لوس أنجلوس بكاليفورنيا في الولايات المتحدة. صنفت إدارة الطيران الفيدرالية المطار باعتباره مُساعدًا إقليميًا، وكان يُعرف سابقًا باسم مطار بلدية توررانسي؛ وأُعيد تسميته لصالح بطل الحرب والرياضة المحلية لويس زامبيريني في 7 ديسمبر 1946 في الذكرى الخامسة لهجوم بيرل هاربر.